# 磯貝元
磯貝 元（いそがい はじめ、1919年（大正8年） - 2015年（平成27年））は、日本の医師。内科医。駒込病院副院長。医学博士。

## 人物・経歴
静岡県立静岡中学校を経て、静岡高等学校 (旧制)卒業。1942年（昭和17年）、東京帝国大学医学部卒業。直ちに海軍短期現役軍医として従軍。朝鮮・元山駐在。1943年（昭和18年）1月、海軍軍医学校入学、4月卒業。海南島特別陸戦隊附、9月、第三航空艦隊附（八丈島）。1945年（昭和20年）8月、復員。上京して都立駒込病院（内山圭梧院長）に入局。伝染病患者の診療に従事。1962年（昭和37年）、アメリカ、ボルチモアのメリーランド大学ボルチモア校に半年間海外研修。1977年（昭和52年）、駒込病院副院長。1979年（昭和54年）、定年退職。その後、福祉法人愛隣会診療所長を経て、荒川名倉病院に勤務。傍ら台東区山谷地区でホームレスの健康診断に従事。日本感染症学会評議員を務めた。
明治中期、コレラ・チフス・ペストなどの伝染病に罹患した患者は避病院へ隔離されたが、対症療法が中心であり、抗生物質の登場はなお先のことである。避病院のほとんどは流行の際、病舎を急造しては解体を繰り返していた。駒込病院は恒久施設として1897年1月に新改築され、同年3月に制定された伝染病予防法にもとづいて東京市が所管、運営することになった。
編著の『明治の避病院 : 駒込病院医局日誌抄』は、同病院の勤務医が、当直時の入退院数などの記録とともに所感を記した「駒込病院医局当直日誌」（1899年 - 1909年）に、磯貝が、綿密な考証に基づいた詳細な註を付した抄録である。当時の政府の伝染病対策、伝染病院に収容された患者の悲惨な状態、劣悪な状況の中で診療に従事した医師や看護婦の様子など、伝染病予防法の実態を明らかにした第一級の史料と評されている。

## 編著
- 『駒込病院百三十年の史譚 人類の天敵「がんと感染症」への挑戦』 博文館新社 2011.2
- 『研究業績集成 : 我が国伝染病学最後の巨星内山圭梧博士』 内山圭梧 著 ; 磯貝元 編纂 2005
- 『築地施療病院の生涯 : 東京市営最初の総合病院』 楽友舎 2003.8
- 『明治の避病院 : 駒込病院医局日誌抄』 磯貝元 編 思文閣 1999